# Gerusalemme (métro de Milan)
Gerusalemme est une station de la ligne 5 du métro de Milan. Elle est située sous la piazza Gerusalemme, dans le quartier Bullona à Milan en Italie.
Elle dessert notamment l'hôpital Vittore Buzzi (it).

## Situation sur le réseau

Plan du métro (2021)

Établie en souterrain, Gerusalemme est une station de passage de la ligne 5 du métro de Milan. Elle est située entre la station Cenisio, en direction du terminus nord Bignami, et la station Domodossola, en direction du terminus ouest San Siro Stadio.
Elle dispose d'un quai central encadré par les deux voies de la ligne.

## Histoire
La station Gerusalemme est mise en service le 26 septembre 2015, c'est une station ajouté sur la ligne M5 déjà en service. Elle est nommée en référence à la place éponyme située au-dessus.

## Services aux voyageurs

### Accès et accueil
La station dispose de trois bouches d'accès sur la piazza Gerusalemme'. Elles sont équipées d'escaliers et d'escaliers mécaniques et complétées par un accès direct par ascenseur depuis l'extérieur. La station est accessible aux personnes à la mobilité réduite.

### Desserte
Monumentale est desservie par les rames qui circulent sur la ligne 5 du métro de Milan. Comme toutes les autres stations de cette ligne de métro automatique elle dispose de portes palières sur les quais.

Installations
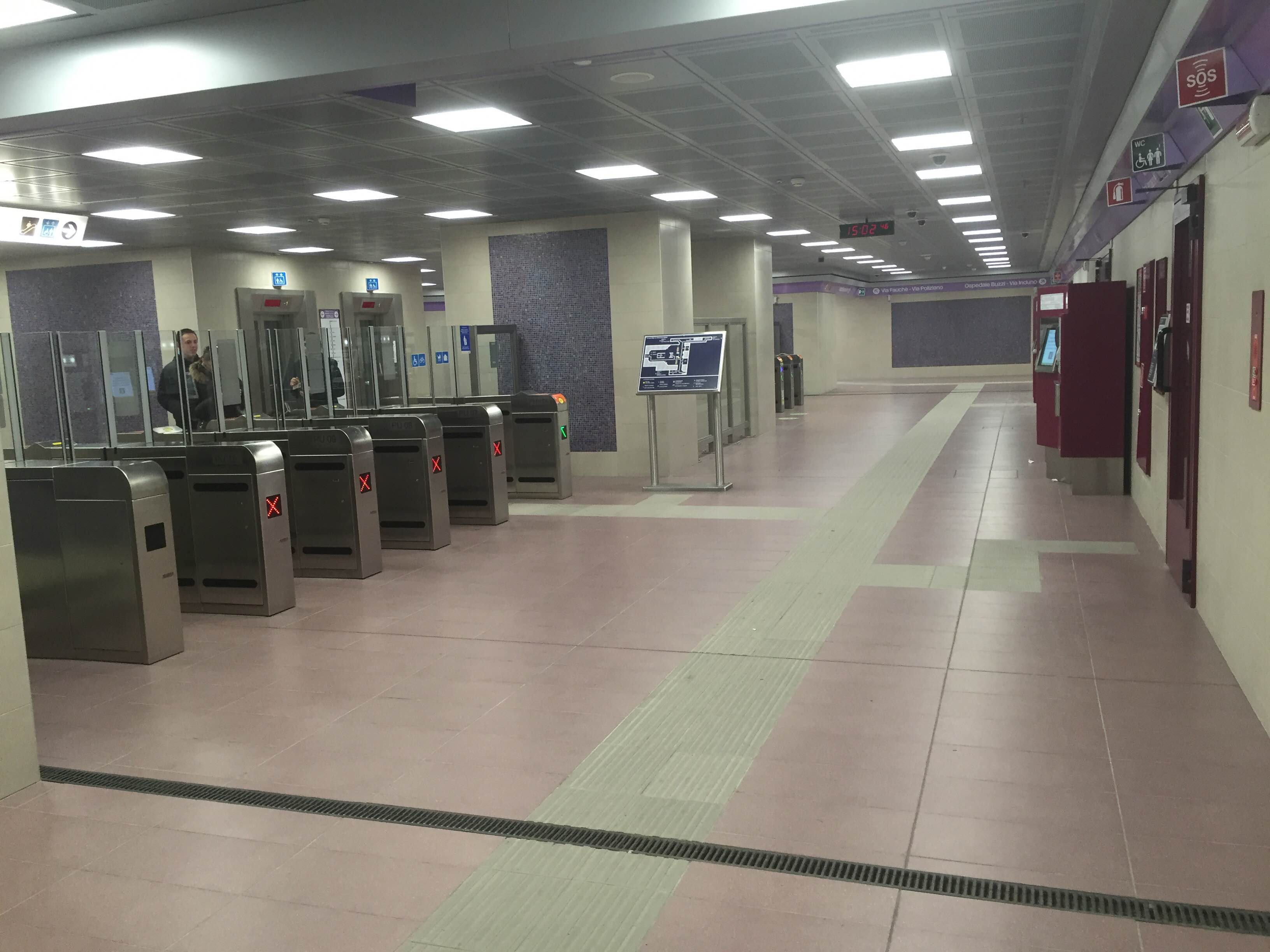
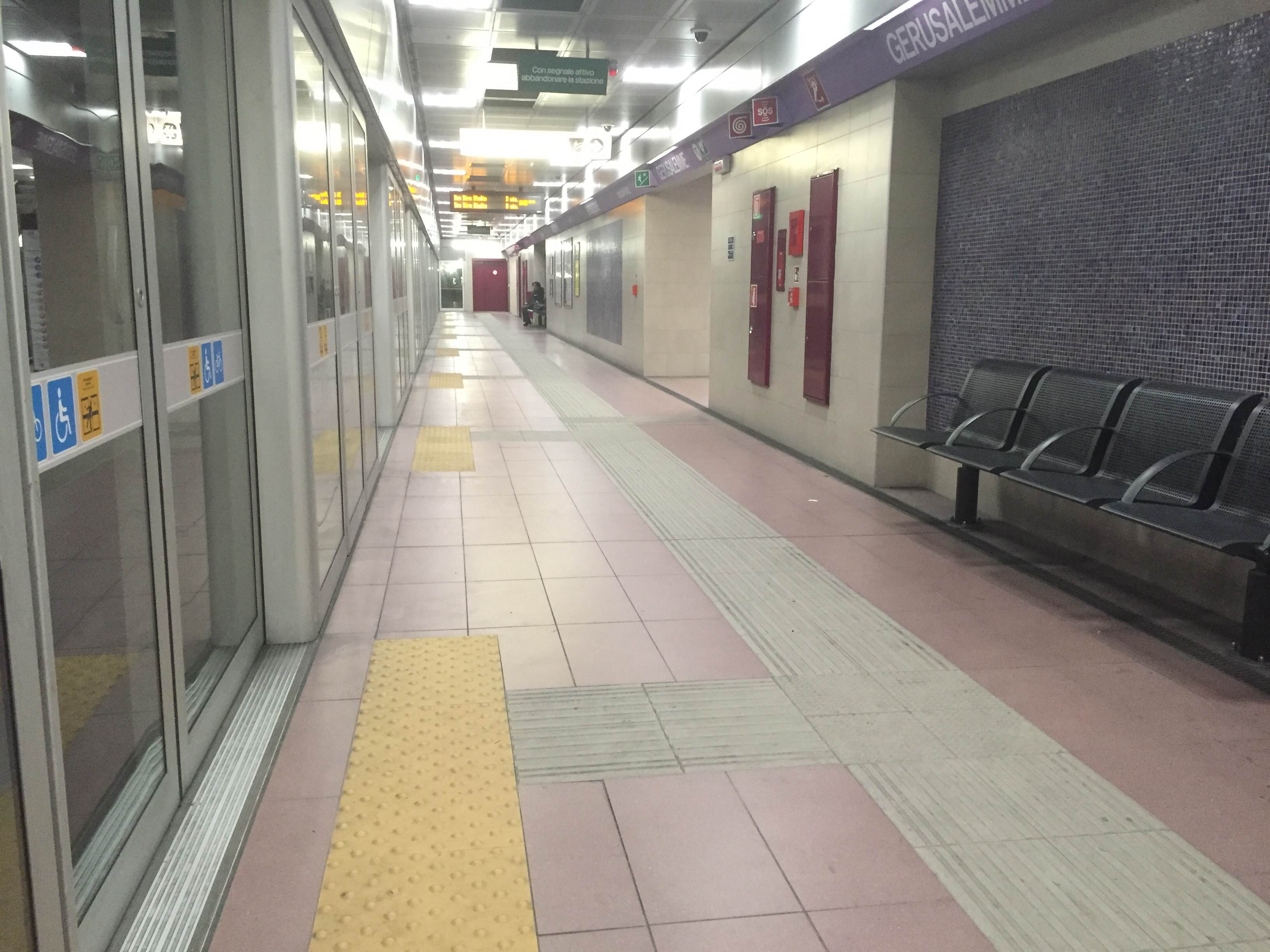

### Intermodalité
À une centaine de mètres au sud-ouest, via Piero della Francesca, un arrêt de bus est desservi par les lignes 43 et 57.

## À proximité
- Hôpital Vittore Buzzi (it)